# Никола Петковић (певач)
Никола Петковић (Београд, 6. март 1991) српски је поп-фолк певач.

## Биографија
Никола Петковић је рођен 6. марта 1991. године у Београду. Своју певачку каријеру започео је 2008. године у фолк групи Немогуће вруће. Са групом је објавио неколико песама и наступао широм Србије и региона, а 2010. године су као група учествовали на Балканском радијском фестивалу (БРАФ) са песмом Дан заљубљених. Са групом је сарађивао до 2011. године, након чега је започео соло каријеру.
Широј јавности постао је познат као соло извођач након наступа у Звездама Гранда 2010. године, у којима се пласирао 16 најбољих мушких кандидата. Такође је учествовао и у талент емисији Први глас Србије 2012. године, у којој је био део менторске групе Александре Радовић. Године 2014. појавио се у телевизијском шоу програму Пинкове Звезде где је дошао до четвртфинала.
Никола је 2016. године објавио свој први сингл Не дај да те кунем. Песма је издата за продукцијску кућу IDJ, а Никола је заједно са Марком Дрежњаком радио и на тексту песме. Наредне године објавио је песму Сад је готово за коју је радио и музику и текст. Песму Безобразна, коју је радио Марко Дрежњак, објавио је током 2019. године.
Као један од учесника Звезда Гранда, Никола је наставио да сарађује са овом продукцијском кућом и тренутно припрема албум који је најављен за јесен 2021. Албум носи назив Испочетка и на њему ће се наћи осам песама, међу којима и дуетска песма То свако уме са Теодором Токовић, победницом Звезда Гранда по гласовима жирија из сезоне 2017/18.

## Дискографија

### Албуми
- Испочетка (2021; најављен)

### Синглови
Немогуће вруће
- Учини први корак (2008)
- Иди тата (2010)
- Дан заљубљених (2010)
- Замка љубави (2010)

Соло
- Не дај да те кунем (2016)
- Сад је готово (2017)
- Безобразна (2019)
- То свако уме (ft. Теодора Токовић, 2021; најављен)
- Јин и јанг (2022)